# Vacciniina noah
Vacciniina noah är en fjärilsart som beskrevs av Herz 1900. Vacciniina noah ingår i släktet Vacciniina och familjen juvelvingar. Inga underarter finns listade i Catalogue of Life.